# UCI-Trial-Weltcup
Der UCI-Trial-Weltcup ist eine vom Radsport-Weltverband UCI ausgerichtete Serie von Trial-Wettkämpfen, die jährlich an wechselnden Orten in mehreren Ländern stattfindet. Sie ist neben den UCI-Trial-Weltmeisterschaften die wichtigste Veranstaltung dieser Sportart. Der UCI-Weltcup ist zu unterscheiden von den Weltmeisterschaften der BikeTrial International Union (BIU), die ebenfalls in mehreren Läufen stattfinden.

## Entwicklung
Der UCI-Weltcup wurde erstmals 2000 abgehalten. In den ersten drei Jahren gab es nur jeweils einen oder zwei Weltcup-Läufe, danach in der Regel drei bis fünf pro Jahr. Die Corona-Pandemie sorgte 2020 für eine Unterbrechung, und 2021 konnte wiederum nur ein einziger Lauf stattfinden. Zu Beginn bestand der Weltcup aus zwei Wettbewerben für Männer in den Klassen 20 Zoll und 26 Zoll. Ein Frauen-Wettbewerb in der offenen Klasse fand erstmals 2005 statt.
Die Ergebnisse der Weltcups 2012 und 2013 wurden nachträglich geändert. Der mehrfache Weltmeister in der 20-Zoll-Wertung, Benito Ros, war während der Weltmeisterschaften 2011 positiv auf die verbotene Substanz Prednisolon getestet worden. Nach einem länglichen Verfahren wurde er fast drei Jahre später rückwirkend für zwei Jahre vom 3. September 2011 bis zum 2. September 2013 gesperrt. Seine in dieser Zeit erzielten Ergebnisse wurden annulliert. In der UCI-Datenbank wurden seine Einzelergebnisse im Weltcup gestrichen und die nachfolgenden Fahrer um je einen Platz aufgerückt. In den ebenfalls von der UCI publizierten Palmarès des Gesamt-Weltcups hat sein dritter Rang 2012 jedoch noch stets Bestand.
Beim Weltcup-Lauf in Krakau 2015 erlitt die Französin Marion Porcher einen schweren Unfall. Der Wettkampf der Frauen und der 20-Zoll-Wettkampf der Männer wurden abgebrochen.
2019 wurde der Ablauf des Wettkampfs grundlegend umgestaltet. Bis hierhin hatte sich das Ergebnis der Fahrer nach den Strafpunkten gerichtet, die für technische Fehler wie das Aufsetzen der Füße vergeben werden. 2019 übernahm der Weltcup das bei den Urban-Cycling-Weltmeisterschaften 2017 eingeführte Punktesystem. Jede Sektion ist nunmehr in sechs Sektoren unterteilt, und jeder fehlerfrei bewältigte Sektor zählt zehn Punkte. Erst 2023 wurde dieses System ins allgemeine Trial-Regelwerk aufgenommen.
Der Weltcup 2020 entfiel. Er hätte fünf Runden in Salzburg, Val di Sole, Lenzerheide, Wadowice und Il Ciocco umfassen sollen. Infolge der Corona-Pandemie wurden diese schrittweise abgesagt. Im Folgejahr war ebenfalls wegen der Pandemie nur ein einziger Weltcup-Lauf möglich, auch danach lief der Weltcup nur langsam wieder an. 2024 enthielt er erstmals wieder vier Veranstaltungen.

## Modus
Die Modalitäten des Weltcups werden durch Abschnitt 7.3 des UCI-Regelwerks definiert. Die Teilnahme am Weltcup steht jedem Fahrer mit UCI-Lizenz offen, eine Kontingentierung pro Verband existiert nicht. Im Gegensatz zu den Weltmeisterschaften gibt es keine separaten Wettkämpfe für Junioren. Allerdings stehen die Männer-Wettkämpfe auch Junioren und Jugendlichen ab 16 Jahren offen, für die Frauen-Wettkämpfe sind Mädchen ab 14 Jahren zugelassen.
Die ersten 50 jedes Weltcup-Laufs erhalten Punkte gemäß untenstehender Tabelle, die zugleich für die Weltrangliste zählen. Der letzte Weltcup-Lauf zählt allerdings doppelt. Der oder die Führende im Weltcup erhält ein spezielles Trikot verliehen, das im Wettkampf zu tragen ist; nur das Regenbogentrikot hat Vorrang.
| Platz  | 1   | 2   | 3   | 4   | 5   | 6   | 7  | … | 13 | 14 | … | 50 |
| Punkte | 200 | 160 | 140 | 125 | 110 | 100 | 95 | … | 65 | 64 | … | 28 |

Eine Weltcup-Veranstaltung dauert in der Regel zwei bis drei Tage, wobei zunächst über Qualifikationsläufe die Finalisten ermittelt werden, die dann am letzten Tag den Sieg unter sich ausmachen. Der genaue Veranstaltungsmodus variierte im Laufe der Jahre, derzeit finden bei den Männern zwei „Viertelfinale“ und „Halbfinale“ genannte Qualifikationsläufe statt, bei den Frauen nur ein Halbfinale. Das Finale wird jeweils von den sechs Besten bestritten.

## Statistiken
Bis einschließlich 2024 gab es 24 Austragungen des Weltcups mit insgesamt 82 Läufen. Die Läufe fanden allesamt in Europa statt, mit einer Ausnahme: Der letzte Lauf 2009 war im neuseeländischen Rotorua, eine Woche nach den Weltmeisterschaften 2009, die von Australien ausgerichtet worden waren.
Im Laufe der Zeit beteiligten sich Sportler aus über 30 Nationen am Weltcup, die große Mehrzahl davon aus Europa. An den beiden Weltcups für Männer nehmen im Schnitt der letzten Jahre jeweils etwa 70 Fahrer teil. Der Frauen-Weltcup war durchweg dünner besetzt: Bis 2010 war die Zahl der Teilnehmerinnen stets einstellig, im Laufe der 2010er Jahre pendelte sie sich bei 20 Fahrerinnen ein.
Auf den Podiums der Einzelwertungen konnten sich Fahrer aus insgesamt 14 Nationen platzieren, allen voran Spanien und Frankreich, die zusammen deutlich über die Hälfte der Plätze einnahmen. Einzige nicht-europäische Athletin auf dem Podium war die Australierin Janine Jungfels, der dies 16 Mal gelang. Am häufigsten stand Vincent Hermance auf dem Podium, insgesamt 59 Mal. Acht Athleten gelangen zehn oder mehr Weltcup-Siege im Laufe ihrer Karriere:
| Siege | Name               | Klasse                      | Zeitraum  |
| ----- | ------------------ | --------------------------- | --------- |
| 27    | Benito Ros         | Männer 20 Zoll              | 2005–2018 |
| 26    | Karin Moor         | Frauen                      | 2005–2011 |
| 24    | Jack Carthy        | Männer 26 Zoll              | 2013–     |
| 22    | Abel Mustieles     | Männer 20 Zoll              | 2011–2017 |
| 21    | Gilles Coustellier | Männer 26 Zoll              | 2008–2017 |
| 16    | Nina Reichenbach   | Frauen                      | 2014–     |
| 15    | Kenny Belaey       | 20 Zoll (1×), 26 Zoll (14×) | 2001–2011 |
| 13    | Vincent Hermance   | 20 Zoll (2×), 26 Zoll (11×) | 2004–2014 |

Rekordsieger in der Gesamtwertung sind mit je sechs Erfolgen Karin Moor (Frauen), Jack Carthy (Männer 26 Zoll), Benito Ros (Männer 20 Zoll) und Kenny Belaey (einmal 20 Zoll, fünfmal 26 Zoll).

## Sieger der Gesamtwertung

### Männer 20 Zoll
| Jahr | Erster                              | Zweiter                             | Dritter                             |
| ---- | ----------------------------------- | ----------------------------------- | ----------------------------------- |
| 2000 | Daniel Comas                        | Marco Hösel                         | Kenny Belaey                        |
| 2001 | Kenny Belaey                        | Marco Hösel                         | Roger Keller                        |
| 2002 | Marco Hösel                         | Kenny Belaey                        | Rafał Kumorowski                    |
| 2003 | Marco Hösel                         | Rafał Kumorowski                    | Paweł Reczek                        |
| 2004 | Marco Hösel                         | Carles Diaz                         | Stefan Moor                         |
| 2005 | Benito Ros                          | Marco Hösel                         | Juan Antonio Linares                |
| 2006 | Daniel Comas                        | Rafał Kumorowski                    | Carles Diaz                         |
| 2007 | Daniel Comas                        | Rafał Kumorowski                    | Benito Ros                          |
| 2008 | Benito Ros                          | Carles Diaz                         | Rick Koekoek                        |
| 2009 | Benito Ros                          | Rafał Kumorowski                    | Carles Diaz                         |
| 2010 | Benito Ros                          | Abel Mustieles                      | Rick Koekoek                        |
| 2011 | Benito Ros                          | Abel Mustieles                      | Matthias Mrohs                      |
| 2012 | Abel Mustieles                      | Vincent Hermance                    | Benito Ros                          |
| 2013 | Abel Mustieles                      | Ion Areitio                         | Rick Koekoek                        |
| 2014 | Abel Mustieles                      | Rick Koekoek                        | Ion Areitio                         |
| 2015 | Benito Ros                          | Abel Mustieles                      | Lucien Leiser                       |
| 2016 | Abel Mustieles                      | Benito Ros                          | Dominik Oswald                      |
| 2017 | Abel Mustieles                      | Benito Ros                          | Lucien Leiser                       |
| 2018 | Alejandro Montalvo                  | Dominik Oswald                      | Thomas Pechhacker                   |
| 2019 | Borja Conejos                       | Alejandro Montalvo                  | Thomas Pechhacker                   |
| 2020 | keine Ausrichtung (Corona-Pandemie) | keine Ausrichtung (Corona-Pandemie) | keine Ausrichtung (Corona-Pandemie) |
| 2021 | Alejandro Montalvo                  | Eloi Palau                          | Dominik Oswald                      |
| 2022 | Borja Conejos                       | Alejandro Montalvo                  | Charlie Rolls                       |
| 2023 | Alejandro Montalvo                  | Borja Conejos                       | Charlie Rolls                       |
| 2024 | Borja Conejos                       | Alejandro Montalvo                  | Eloi Palau                          |

### Männer 26 Zoll
| Jahr | Erster                              | Zweiter                             | Dritter                             |
| ---- | ----------------------------------- | ----------------------------------- | ----------------------------------- |
| 2000 | Martin Kleivard                     | Daniel Cegarra                      | Thomas Öhler                        |
| 2001 | Marc Caisso                         | Bruno Arnold                        | Vincent Hermance                    |
| 2002 | Marc Caisso                         | Marc Vinco                          | Thomas Öhler                        |
| 2003 | Kenny Belaey                        | Marc Caisso                         | Jean Flambert                       |
| 2004 | Kenny Belaey                        | Vincent Hermance                    | Kenny Lecorre                       |
| 2005 | Kenny Belaey                        | Vincent Hermance                    | Marc Caisso                         |
| 2006 | Vincent Hermance                    | Kenny Belaey                        | Marc Caisso                         |
| 2007 | Kenny Belaey                        | Giacomo Coustellier                 | Vincent Hermance                    |
| 2008 | Gilles Coustellier                  | Kenny Belaey                        | Vincent Hermance                    |
| 2009 | Kenny Belaey                        | Gilles Coustellier                  | Ben Slinger                         |
| 2010 | Gilles Coustellier                  | Vincent Hermance                    | Kenny Belaey                        |
| 2011 | Vincent Hermance                    | Kenny Belaey                        | Giacomo Coustellier                 |
| 2012 | Gilles Coustellier                  | Aurélien Fontenoy                   | Jack Carthy                         |
| 2013 | Gilles Coustellier                  | Vincent Hermance                    | Jack Carthy                         |
| 2014 | Jack Carthy                         | Vincent Hermance                    | Gilles Coustellier                  |
| 2015 | Jack Carthy                         | Vincent Hermance                    | Giacomo Coustellier                 |
| 2016 | Jack Carthy                         | Nicolas Vallée                      | Vincent Hermance                    |
| 2017 | Gilles Coustellier                  | Jack Carthy                         | Vincent Hermance                    |
| 2018 | Nicolas Vallée                      | Vincent Hermance                    | Sergi Llongueras                    |
| 2019 | Jack Carthy                         | Nicolas Vallée                      | Vincent Hermance                    |
| 2020 | keine Ausrichtung (Corona-Pandemie) | keine Ausrichtung (Corona-Pandemie) | keine Ausrichtung (Corona-Pandemie) |
| 2021 | Julen Saenz                         | Vincent Hermance                    | Marti Vayreda                       |
| 2022 | Jack Carthy                         | Daniel Barón                        | Vincent Hermance                    |
| 2023 | Jack Carthy                         | Daniel Barón                        | Julen Saenz                         |
| 2024 | Charlie Rolls                       | Daniel Barón                        | Julen Saenz                         |

### Frauen
| Jahr | Erste                               | Zweite                              | Dritte                              |
| ---- | ----------------------------------- | ----------------------------------- | ----------------------------------- |
| 2005 | Karin Moor                          | Gemma Abant                         | Mireia Abant                        |
| 2006 | Karin Moor                          | Julie Pesenti                       | Ann-Christin Bettenhausen           |
| 2007 | Karin Moor                          | Elisa Brieden                       | Julie Pesenti                       |
| 2008 | Karin Moor                          | Julie Pesenti                       | Elisa Brieden                       |
| 2009 | Karin Moor                          | Gemma Abant                         | Mireia Abant                        |
| 2010 | Gemma Abant                         | Karin Moor                          | Mireia Abant                        |
| 2011 | Karin Moor                          | Gemma Abant                         | Janine Jungfels                     |
| 2012 | Tatiana Janíčková                   | Andrea Wesp                         | Ann-Christin Bettenhausen           |
| 2013 | Tatiana Janíčková                   | Kristína Sýkorová                   | Lua Vizcaino                        |
| 2014 | Tatiana Janíčková                   | Nina Reichenbach                    | Janine Jungfels                     |
| 2015 | Tatiana Janíčková                   | Janine Jungfels                     | Nina Reichenbach                    |
| 2016 | Nina Reichenbach                    | Tatiana Janíčková                   | Debi Studer                         |
| 2017 | Nina Reichenbach                    | Manon Basseville                    | Debi Studer                         |
| 2018 | Nina Reichenbach                    | Manon Basseville                    | Irene Caminos                       |
| 2019 | Vera Barón                          | Nina Reichenbach                    | Manon Basseville                    |
| 2020 | keine Ausrichtung (Corona-Pandemie) | keine Ausrichtung (Corona-Pandemie) | keine Ausrichtung (Corona-Pandemie) |
| 2021 | Nina Reichenbach                    | Vera Barón                          | Manon Basseville                    |
| 2022 | Vera Barón                          | Nina Reichenbach                    | Hilda Andersson                     |
| 2023 | Vera Barón                          | Alba Riera                          | Nina Reichenbach                    |
| 2024 | Vera Barón                          | Nina Reichenbach                    | Nina Vabre                          |